# Грамолацо (Лука)
Грамолацо је насеље у Италији у округу Лука, региону Тоскана.
Према процени из 2011. у насељу је живело 236 становника. Насеље се налази на надморској висини од 623 м.